# RH-34
RH-34是一种含氮有机化合物，分子式C
18H
19N
3O
3，是5-HT2A受体的选择性部分激动剂。
它可以2-氨基苯甲酸甲酯和氯甲酸乙酯为原料，经多步反应制得。